# Gelis adili
Gelis adili là một loài tò vò trong họ Ichneumonidae.